# Cyphophthalmus markoi
Espèce
Cyphophthalmus markoi est une espèce d'opilions cyphophthalmes de la famille des Sironidae.

## Distribution
Cette espèce est endémique de Macédoine du Nord. Elle se rencontre vers Demir Kapiya.

## Description
Le mâle holotype mesure 1,66 mm, les mâles mesurent de 1,60 à 1,70 mm et les femelles de 1,62 à 1,79 mm.

## Étymologie
Cette espèce est nommée en l'honneur de Marko G. Karaman.

## Publication originale
- Karaman, 2008 : « Cyphophthalmi of Serbia (Arachnida, Opiliones). » Advances in studies of the fauna of the Balkan Peninsula, Papers dedicated to the memory of Guido Nonveiller, Nature Protection Institute of Serbia, Monograph, Belgrade, no 22, p. 97-118.